# Wallestein
Wallestein was een buitenplaats langs de rivier de Vecht bij het Nederlandse dorp Loenen aan de Vecht.
De familie Kick stichtte de buitenplaats die in eerste instantie Kickestein heette. Vanaf 1698 was het bezit van Hester Castelyn en nazaten. Ysbrand Kieft Balde, tevens onder meer eigenaar van de buitenplaats Cromwijck bij Maarssen, was een van de volgende eigenaren.
De buitenplaats was voorzien van een hoofdgebouw, een tuin/park met bos en omringd door sloten. Van Wallestein is een 17e-eeuws hekwerk met pijlers overgebleven.